# Biblioteca de Cels

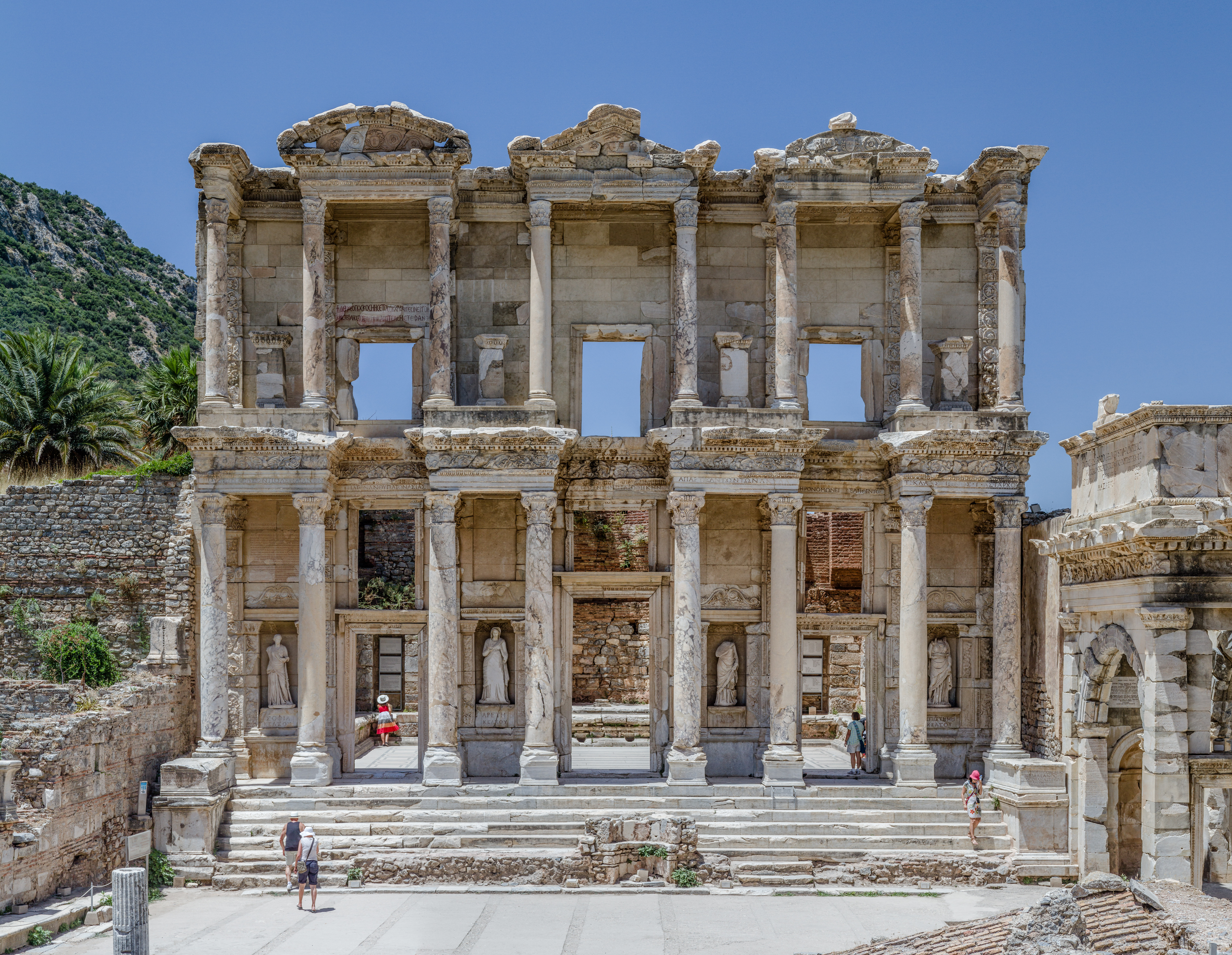
Façana de la Biblioteca de Cels.

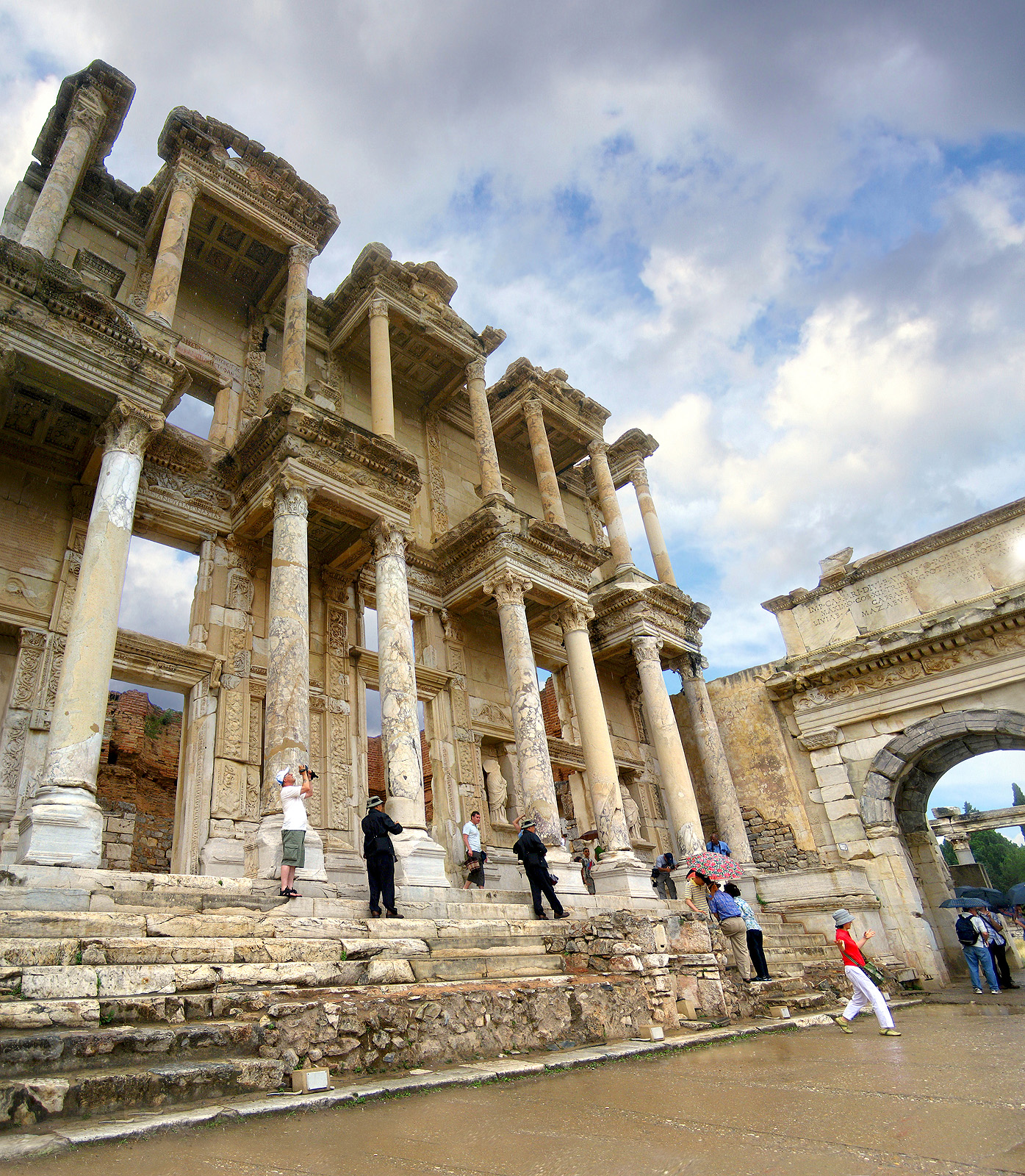
Biblioteca de Cels restaurada.

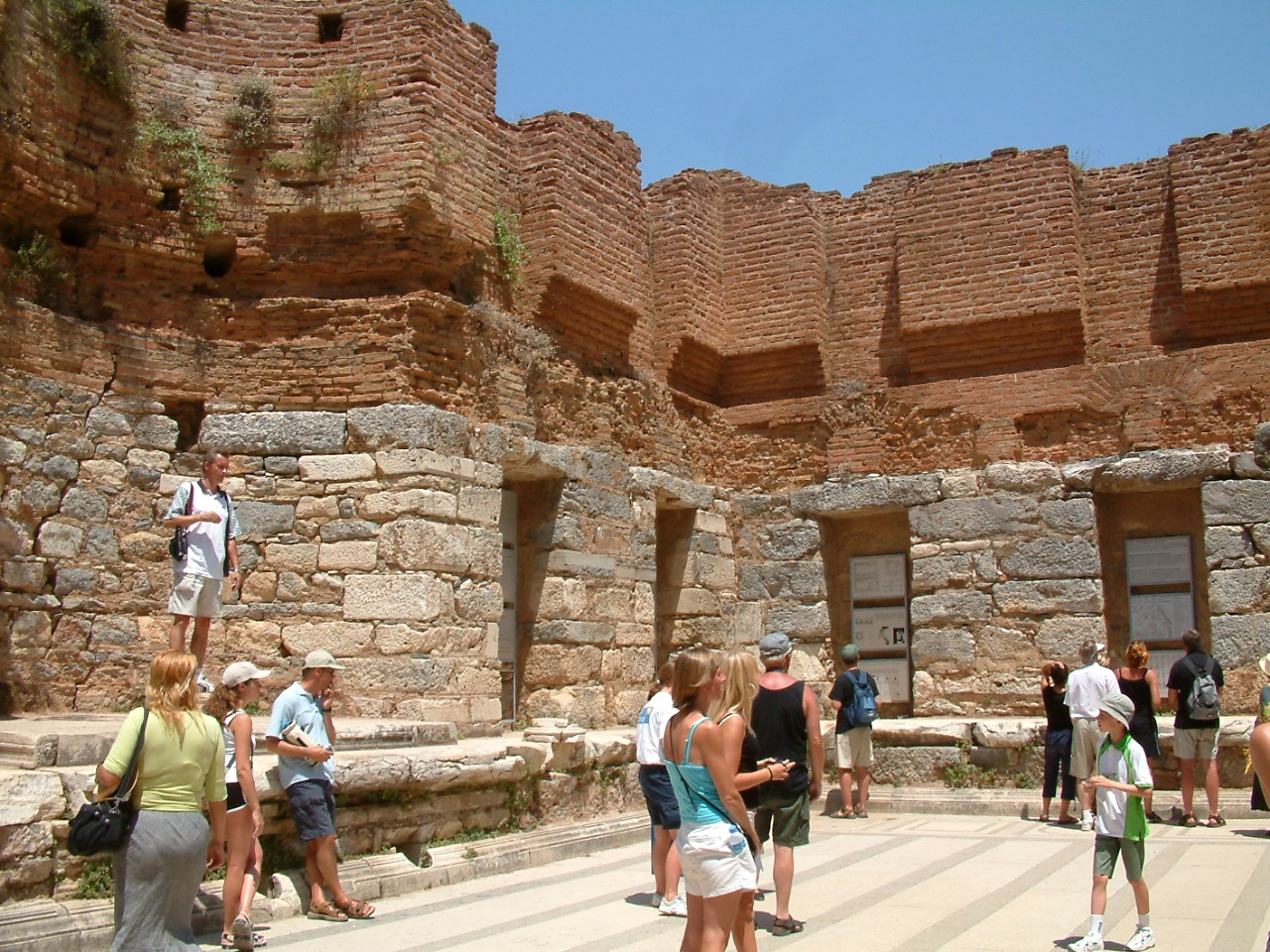
Absis interior central i nínxols.

La Biblioteca de Cels, a Efes, Àsia Menor (Anatòlia, actualment part de Turquia), va ser construïda en honor de Tiberi Juli Cels Polemeà (completada l'any 135) pel fill de Cels, Cai Juli Aquila (cònsol, any 110). Cels havia estat cònsol l'any 92, governador d'Àsia l'any 115, i un ciutadà romà de la regió popular i adinerat.
La biblioteca va ser construïda per emmagatzemar 12.000 rotllos i per servir com tomba monumental per a Cels. Era poc habitual que algú es fes enterrar en una biblioteca o fins i tot dins dels límits d'una ciutat, la qual cosa és un honor especial per Cels.

## Història
L'edifici té importància com un dels escassos restes del que era una biblioteca en els temps de l'antiga Roma. També és un exemple de com les biblioteques públiques no només es construïen en la mateixa Roma, sinó per tot l'Imperi Romà. Es va realitzar una restauració massiva que actualment es considera com bastant fidel a l'edifici històric, en què la façana frontal serveix actualment d'exemple d'arquitectura romana pública, i fins i tot serveix d'exemple per a altres biblioteques pitjor preservades d'altres zones de l'imperi, ja que és possible que s'alberguessin col·leccions de literatura en altres ciutats romanes per benefici dels estudiosos i dels viatgers romans.
L'edifici és de planta única, enfocada a l'est perquè, com va dir Vitruvi, beneficiés als matiners. Està construïda sobre una plataforma sobre nou graons, i amb tres accessos. L'entrada central és més gran que les dues laterals i totes elles estan adornades amb finestres situades sobre la seva llinda.
La façana fou reconstruïda al segle xx.

## Bibliografia

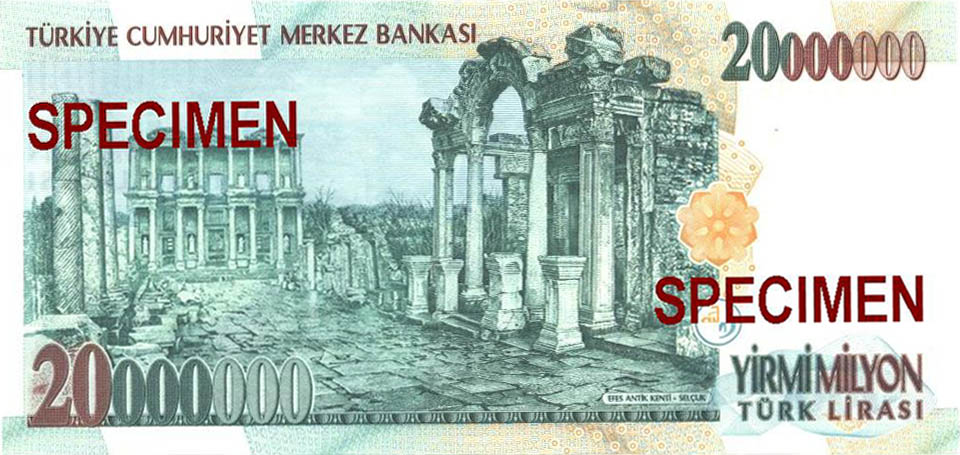
Bitllet turc de 20 milions de lliures que representa la biblioteca de Cels.